# 六合文庙
六合文庙，即原“六合县学文庙”，位于中国江苏省南京市六合区雄州街道县府街136号，是南京江北地区唯一一处保存完好的古建筑群。现为江苏省文物保护单位。
六合文庙始建于唐懿宗咸通年间，历代各有增修。清咸丰八年（1858年）庙毁于太平天国战争，现存建筑为同治九年（1870年）在原址重建，占地面积约8000平方米，建筑面积约4000平方米。建筑群由照壁、棂星门、泮池、戟门、大成殿、奎星阁等组成，另有碑刻13块。